# Magdalena Larska
Magdalena Larska – polska lekarz weterynarii, doktor habilitowany nauk weterynaryjnych, profesor Państwowego Instytutu Weterynaryjnego – Państwowego Instytutu Badawczego, specjalistka od wirusologii.

## Kariera naukowa
W 2001 r. na Uniwersytecie Warmińsko-Mazurskim w Olsztynie uzyskała tytuł lekarza weterynarii. W tym samym roku została zatrudniona w Państwowym Instytucie Weterynaryjnym – Państwowym Instytucie Badawczym, gdzie w 2006 r. w uzyskała stopień doktora nauk weterynaryjnych na podstawie rozprawy pt. Diagnostyka i pokrewieństwo filogenetyczne szczepów wirusowego zapalenia tętnic koni, której promotorem był Jerzy Rola. W 2014 r. ten sam instytut nadał jej stopień doktora habilitowanego nauk weterynaryjnych na podstawie pracy pt. Zakażenia pestiwirusowe bydła.